# Pontenet
Pontenet är en ort och före detta kommun i distriktet Jura bernois, i kantonen Bern i Schweiz. Kommunen slogs 1 januari 2015 ihop med Bévilard och Malleray till den nya kommunen Valbirse. 